# Myrtle Witbooi
Myrtle Witbooi là một nhà hoạt động lao động người Nam Phi. Cô hiện là Tổng thư ký của Cơ quan Dịch vụ trong nước Nam Phi và Liên minh Công nhân Đồng minh (SADSAWU). Cô cũng phục vụ chủ tịch đầu tiên của Liên đoàn Lao động trong nước Quốc tế (IDWF), một tổ chức toàn cầu dựa trên thành viên của các hộ gia đình và lao động trong nước. Các học giả lao động đã nhấn mạnh IDWF là "liên đoàn lao động quốc tế đầu tiên do phụ nữ điều hành cho công việc do phụ nữ thống trị".

## Nghề nghiệp
Vào những năm 1960, Myrtle bắt đầu sự nghiệp của mình với tư cách là một công nhân trẻ trong nước ở apartheid Nam Phi. Với sự giúp đỡ của một nhà báo địa phương, cô đã giúp triệu tập cuộc họp tổ chức đầu tiên của những người lao động trong nước tại Cape Town vào năm 1965. Với tư cách là Tổng giáo phái của SADSAWU, Myrtle đã đấu tranh để tăng lương tối thiểu quốc gia và bồi thường cho các thương tích khi làm việc cho lao động trong nước. Năm 2011, Myrtle đã giúp lãnh đạo liên minh quốc tế về lao động trong nước đảm bảo thông qua Công ước của Tổ chức Lao động Quốc tế (ILO) về công việc làm việc cho công nhân trong nước (C. 189). Công ước (số 189) về lao động trong nước đã trở thành tiêu chuẩn lao động quốc tế đầu tiên đảm bảo lao động trong nước có các quyền cơ bản giống như các lao động khác. Là một phần của SADSAWU, Myrtle đóng vai trò trung tâm trong việc ảnh hưởng đến Công ước lao động trong nước ILO C.189. Công ước đánh dấu sự tham gia chưa từng có của lao động nữ không chính thức trong quy trình thiết lập tiêu chuẩn ILO.
Vào năm 2013, Myrtle đã được trao Giải thưởng Nhân quyền của George MeanyTHER Lane Kirkland, công nhận các nhà lãnh đạo và tổ chức quốc tế đã vượt qua những rào cản quan trọng để đấu tranh cho quyền con người.
Năm 2015, Myrtle đã được trao Giải thưởng Công bằng 2015, vinh danh những nhà lãnh đạo xuất sắc cống hiến để mang lại công bằng kinh tế, sự công bằng và bình đẳng cho những cộng đồng nghèo và bị thiệt thòi.